# Afega
Afega est un village situé sur l’île d’Upolu aux Samoa.

## Géographie
Il est situé sur la côte nord de l’île, à l’ouest de la capitale Apia. La population est de 1998 habitants. Afega fait partie de la circonscription électorale Sagaga Le Usoga qui fait partie de la plus grande circonscription Tuamasaga.

## Personnalités liés au village
- Alafoti Fa’osiliva, joueur de rugby pour les Samoa Sevens et Manu Samoa.
- Ulia Ulia, joueur de rugby de l’équipe nationale Manu Samoa.
- Tumua Manu, joueur de rugby.